# Pirata turrialbicus
Pirata turrialbicus Wallace & Exline, 1978 è un ragno appartenente alla famiglia Lycosidae.

## Etimologia
Il nome deriva dalla località costaricana di rinvenimento dei primi esemplari, nel luglio-agosto 1965: Turrialba, seguita dal suffisso -icus, che ne indica l'appartenenza ad una precisa località.

## Caratteristiche
L'olotipo femminile rinvenuto ha il cefalotorace lungo 1,55mm, e largo 1,17mm.

## Distribuzione
La specie è stata reperita nell'America centrale:
1. Costa Rica centrale: nei pressi di Turrialba, nella Provincia di Cartago e di San José, la capitale.
2. Cuba: Soledad, barrio di Consolación del Sur.
3. Panama: Boquete, Chanquinola; alcune località della Zona del Canale di Panama (El Valle, Gatun e Fort Clayton).

## Tassonomia
La specie appartiene al felix group nell'ambito del genere Pirata insieme con P. suwaneus, P. felix, P. veracruzae e P. browni.
Al 2017 non sono note sottospecie e dal 1978 non sono stati esaminati nuovi esemplari.